# Попутчик: Начало или кровавый автостоп
«Попу́тчик: Нача́ло или крова́вый автосто́п» (итал. Autostop rosso sangue)  — итальянский триллер, снятый Паскуале Феста Кампаниле и выпущенный на экраны в 1977 году. Основной актёрский состав получился интернациональным, итальянец Франко Неро и француженка Коринн Клери играют несчастную в браке супружескую пару, а американец Дэвид Хесс — беглеца, взявшего их в заложники. Фильм основан на новеле Питера Кейна «Насилие и ярость».
Музыку к фильму написал композитор Эннио Морриконе.

## История создания
В коротком документальном фильме под названием «The Devil Thumbs a Ride» Неро заявляет, что принял участие в фильме, так как уже хорошо знал Кампаниле и режиссёр ранее высказывал желание поработать с ним.  Неро был занят в Германии  на съёмках фильма «21 час в Мюнхене», в котором также сыграл небольшую роль Дэвид Хесс, когда Кампаниле позвонил ему и предложил сняться в «Кровавом автостопе». Так как Хесс хотел поработать в Италии, Неро предложил ему сыграть вторую главную роль. Хесс уже  снимался в подобной роли в триллере Уэса Крэйвена «Последний дом слева».
Изначальный сценарий предполагал, что персонаж Франко Неро будет вести машину на протяжении фильма, но за несколько дней до начала съёмок Неро сломал руку при работе над спагетти-вестерном «Кеома», ударив строптивую лошадь. Неро обратился с этой проблемой к Кампаниле, и сюжет фильма был быстро скорректирован: в окончательном сценарии в начале фильма появилась сцена, в которой пьяный Уолтер спотыкается и ломает себе руку, после чего весь фильм машину ведёт Ева.
Изначально фильм планировали снять в Северной Калифорнии, однако бюджет не позволял снимать за пределами Италии, и решено было снимать в горах Гран-Сассо около Л’Акуила, расположенных в центральной Италии, так как эта местность напоминала американский Запад. Специально для фильма были созданы американские дорожные знаки и заправки, что иногда сбивало с толку американских туристов.

## Сюжет
Итальянский репортёр Вальтер Манчини (Франко Неро), страдающий алкоголизмом, вместе со своей женой Евой (Коринн Клери) отправляются в путешествие по Америке на прицепном трейлере. За девять лет брака в их отношениях образовался раскол, и за всё время поездки разговоры супругов сводятся лишь к жёсткому подшучиванию друг над другом. Накануне отъезда из кемпинга в Лос-Анджелес напившийся Уолтер падает и ломает руку, из-за чего Ева садится за руль.
По дороге они встречают голосующего мужчину, Уолтер отговаривает жену подбирать незнакомца, но она останавливает машину. Незнакомец (Дэвид Хэсс) представляется Адамом Коницом, а затем, угрожая пистолетом, заставляет чету везти его в Мексику. По радио сообщают, что в городке недалеко от кемпинга было совершено ограбление и четверо преступников скрылись с двумя миллионами долларов. Все дороги оказываются перекрыты и двое полицейских останавливают машину. При проверке Уолтер и Ева отвечают полицейскому, что они втроём просто путешествуют, однако Уолтер тайком показывает полицейскому спичечный коробок, на котором написано «SOS». Полицейский отходит от машины и пропускает их, однако увидевший на лице патрульного плохо скрываемую догадку Кониц выхватывает пистолет и безжалостно убивает обоих полицейских.
На автозаправочной станции Ева идёт в магазин за сигаретами, виски и едой, где пытается попросить помощи у продавца, но поняв, что тот не говорит по-английски, и что Адам наблюдает за ней, отбрасывает эту идею. В это время в машине Адам предлагает Уолтеру отправиться с ним в Мексику и написать об этой ситуации и особенно об Адаме книгу. Ева возвращается к машине и они уезжают, однако их успевают заметить двое мужчин, которые начинают слежку.
Троица сворачивает с дороги и останавливается у небольшого водопада, чтобы перекусить и переночевать. Пока Ева готовит еду в трейлере, Уолтер берёт интервью у Адама для предполагаемой книги. Рассердившийся некоторыми вопросами Адам привязывает Уолтера к стулу и начинает на его глазах раздевать Еву. Двое мужчин, ехавших на хвосте у троицы ещё от заправки, стреляют в Адама и тот падает в реку. Они оказываются бывшими партнёрами Коница, которых он предал и забрал все деньги себе. Найдя чемодан, они намереваются убить супругов, но Уолтер их переубеждает, сказав, что без него им не пересечь мексиканскую границу.
На следующий день на узкой дороге трейлер начинает таранить грузовик, водитель которого, обогнав героев, преграждает им путь и открывает огонь по разъярённым бандитам, выбежавшим из трейлера. Из кабины грузовика выходит Кониц и, разобравшись с бывшими сообщниками, продолжает путешествие с четой Манчини.
Под вечер они вновь останавливаются в укромном месте, где Кониц связывает Уолтера и на его глазах насилует Еву. Ева предлагает Коницу продолжить в трейлере и уходит внутрь, но Адам собирается сначала прикончить Уолтера. Он достаёт пистолет и наставляет на Уотера, в это время Ева стреляет в Коница из охотничьего ружья, всё это время хранившегося в трейлере.
Супруги пытаются покинуть это место, но машина застревает и у них садится аккумулятор. В это время вдалеке виднеется свет фар, и Уолтер, не желающий рассказывать о всём происшедшем полиции и отдавать два миллиона, затаскивает труп к трейлер. Из приехавшей машины выходит старик, проживающий неподалёку, и помогает Манчини с починкой машины.
На следующий день, Ева и Уолтер, всё ещё спорящие из-за того как поступить с деньгами и куда деть труп, останавливаются в придорожной закусочной, где сталкиваются с двумя парами невоспитанных молодых мотоциклистов. На горной дороге мотоциклисты их обгоняют и за поворотом выливают на дорогу машинное масло. Трейлер теряет управление и переворачивается, слетев с дороги. Один из молодых людей забирает три сотни из кармана Уолтера, после чего мотоциклисты уезжают. Уолтер смеётся над тем, что мотоциклисты не тронули лежавший на заднем сидении чемодан с миллионами.
Ева серьёзно ранена и просит мужа помочь ей. Однако Уолтер перетаскивает в машину труп Адама, чтобы представить всё как аварию. Уолтер сообщает умирающей Еве, что молодые люди подвернулись как раз вовремя и он собирался сам через 20 миль сделать что-то подобное. Он обливает машину и трейлер бензином и поджигает их. Уолтер идёт вперёд по дороге с чемоданом в руке и пытается поймать проезжающую машину.

## В ролях
| Актёр          | Роль            |
| -------------- | --------------- |
| Франко Неро    | Вальтер Манчини |
| Коринн Клери   | Ева Манчини     |
| Дэвид Хесс     | Адам Кониц      |
| Джошуа Синклер | Оукс            |
| Карло Пури     | Хоук            |

## Альтернативные варианты названия
В американском прокате фильм известен под названиями «Hitch-Hike», «Death Drive» и «The Naked Prey».